# Scoot
Scoot Pte Ltd là một hãng hàng không giá rẻ chuyên bay đường dài ở Singapore.Hãng hoạt động các chuyến bay trên các đường bay trung và dài từ Singapore,chủ yếu đến Châu Úc  Australia ,Đông Bắc Á  Trung Quốc ,sử dụng máy bay Boeing 777 và Boeing 787 chuyển giao từ Singapore Airlines.Trụ sở chính của hãng tại nhà ga 1 sân bay Changi Singapore.

## Lịch sử hình thành và phát triển

### 2011
Trong tháng 5 năm 2011, Singapore Airlines công bố ý định thành lập một hãng hàng không chi phí thấp phục vụ các tuyến đường trung và đường dài. Hãng có mức vé giảm lên đến 40 phần trăm so với các hãng hàng không giá rẻ thường xuyên. Trong tháng 7 năm 2011, Singapore Airlines công bố Campbell Wilson, Giám đốc điều hành sáng lập của hãng hàng không mới. Ngày 01 tháng 11 năm 2011, hãng hàng không mới đã được công bố và tên "Scoot" đã được đưa ra. Trang web của hãng đã được chính thức ra mắt ngày hôm đó.

### Đại dịch Covid-19
Do hạn chế đi lại của Covid-19, Scoot chỉ bay đến hai thành phố vào tháng 4 và tháng 5 năm 2020: Hong Kong và Perth. Ngày 20/5/2020, Scoot thông báo sẽ mở rộng hoạt động bay vào tháng 6 tới sáu thành phố: Quảng Châu, Hồng Kông, Ipoh, Kuching, Penang và Perth.
Tháng 6 năm 2020, Scoot thông báo rằng cả hai đường bay đến châu Âu đều bị hủy, với Athens và Berlin sẽ không tiếp tục cho đến ít nhất là mùa hè năm 2021. Tháng 7 năm 2020, Scoot thông báo sẽ nối lại các chuyến bay đến Kuala Lumpur vào ngày 1/8/2020 với các biện pháp an toàn.
Ngày 24/8/2020, Scoot thông báo rằng một trong những máy bay Airbus A320 của hãng đã trải qua những sửa đổi về cabin để chở hàng hóa trong cabin. Sự sắp xếp tạm thời này sẽ tăng gấp đôi sức chứa hàng hóa của nó so với những chiếc Airbus A320 khác chỉ sử dụng khoang chứa hàng.

## Đội bay

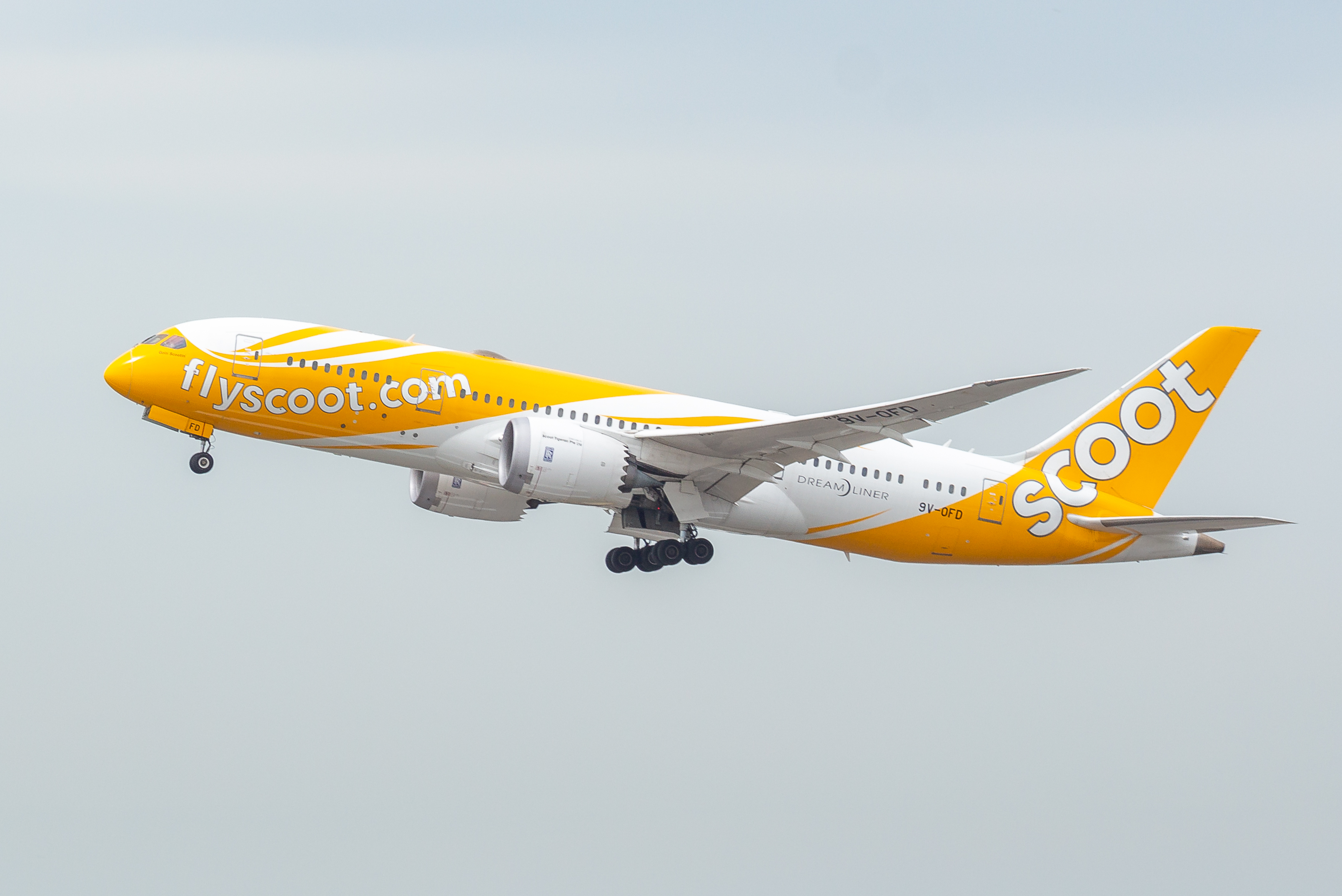
Boeing 787-8

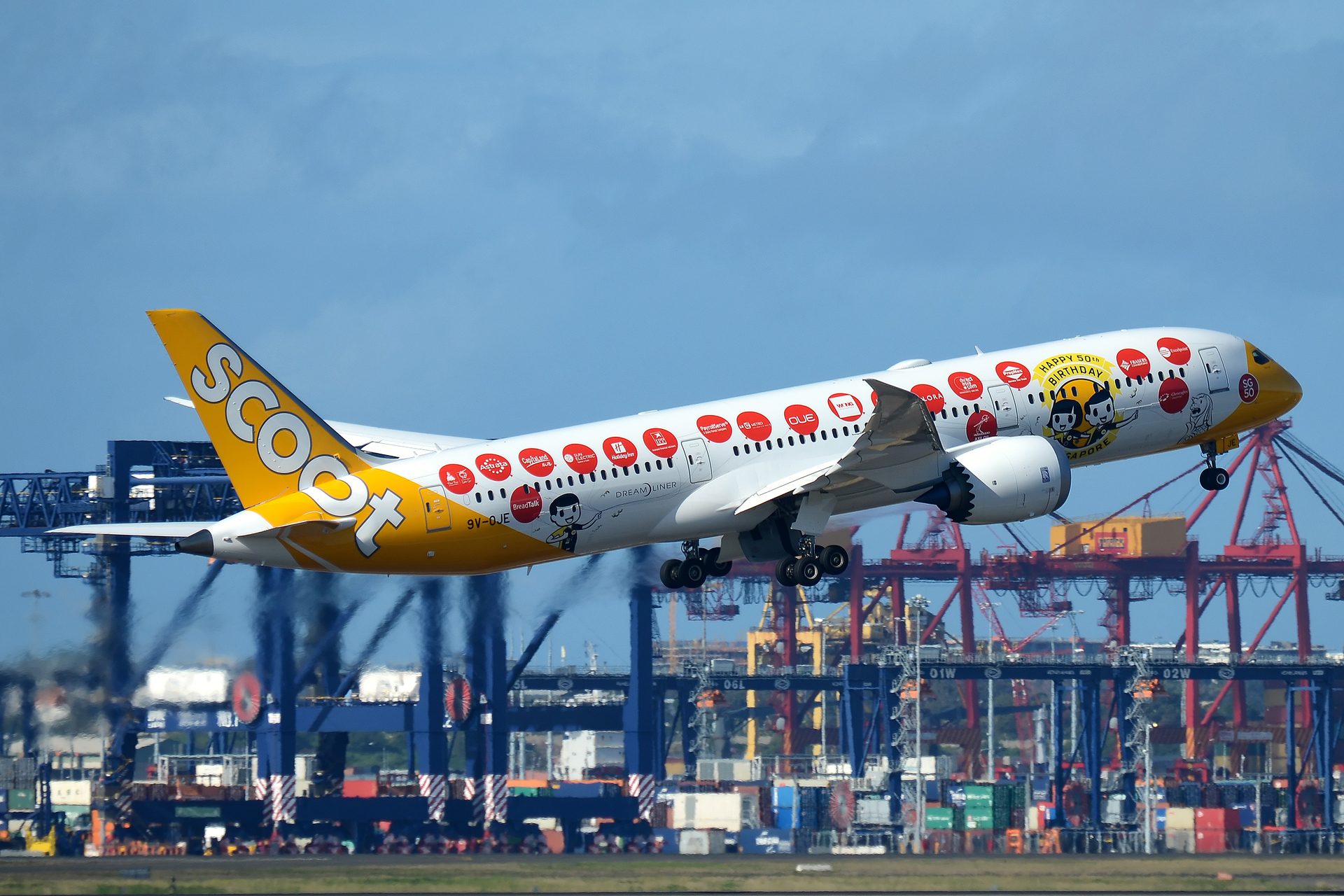
Boeing 787-9 sơn logo SG50

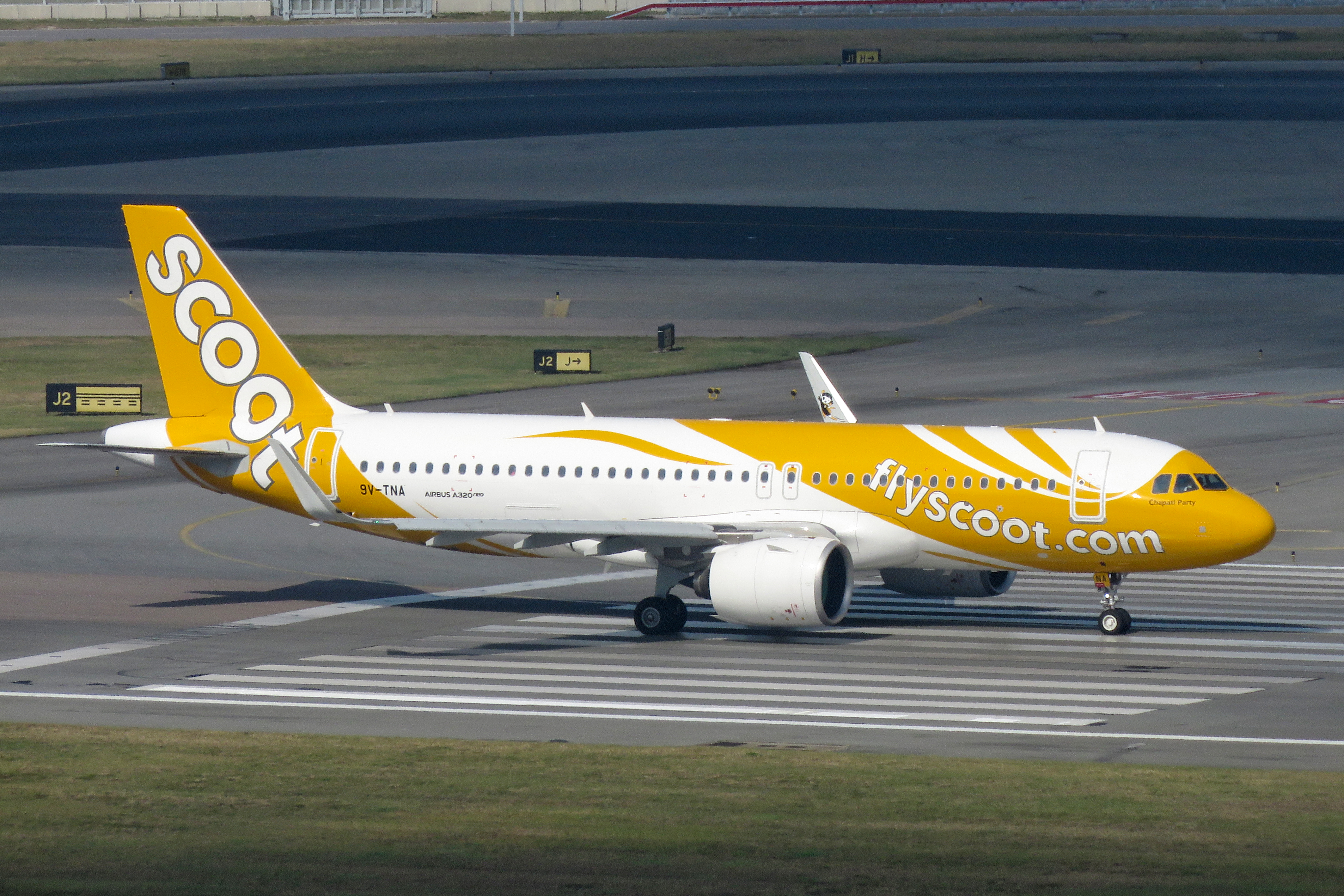
Airbus A320neo

### Đội bay đang khai thác
Tuổi thọ trung bình đội bay tính đến tháng 4/2022 là 6.6 năm.
Tính đến tháng 4/2022:
| Máy bay            | Đang vận hành | Đặt hàng | Hành khách | Hành khách | Hành khách | Ghi chú                                          |
| Máy bay            | Đang vận hành | Đặt hàng | J          | Y          | Tổng       | Ghi chú                                          |
| ------------------ | ------------- | -------- | ---------- | ---------- | ---------- | ------------------------------------------------ |
| Airbus A319-100    | 1             | —        | —          | —          | —          | —                                                |
| Airbus A320-200    | 25            | —        | —          | 180        | 180        | 1 máy bay cũ hơn sẽ ngừng hoạt động vào năm 2021 |
| Airbus A320neo     | 5             | 28       | —          | 186        | 186        | Giao hàng đến năm 2025                           |
| Airbus A321neo ACF | 8             | 8        | —          | 236        | 236        | —                                                |
| Boeing 787-8       | 10            | 3        | 18         | 311        | 329        | —                                                |
| Boeing 787-8       | 10            | 3        | 21         | 314        | 335        | —                                                |
| Boeing 787-9       | 10            | 4        | 35         | 340        | 375        |                                                  |
| Tổng cộng          | 59            | 43       |            |            |            |                                                  |

### Đội bay dừng khai thác
| Máy bay          | Tổng | Năm khai thác | Năm dừng khai thác | Thay thế                  | Ghi chú |
| ---------------- | ---- | ------------- | ------------------ | ------------------------- | ------- |
| Airbus A319-100  | 2    | 2017          | 2019               | Không                     |         |
| Boeing 777-200ER | 6    | 2012          | 2015               | Boeing 787-8 Boeing 787-9 |         |

## Khoang hạng dịch vụ

### ScootPlus
Có 21 và 35 ghế ScootPlus lần lượt trên các máy bay Boeing 787-8, Boeing 787-9 xếp theo cấu hình 2-3-2 với gối tựa đầu và chỗ để chân. Mỗi ghế có độ rộng  22 inch (55.9 cm); khoảng cách ghế 38 inch (96.5 cm) và độ ngả lưng sâu 6 inch (15.2 cm).

### Economy
Có 314 và 340 ghế lần lượt trên các máy bay Boeing 787-8, Boeing 787-9 xếp theo cấu hình 3-3-3. Ghế hạng phổ thông với tông màu chủ đạo là xanh lam đậm, với chiều rộng ghế là 18 inch và khoảng cách ghế là 31 inch. Super seats là loại ghế chỉ áp dụng trên Boeing 787-9, khoảng cách ghế từ 34-36 inch. Các ghế S-T-R-E-T-C-H, có vách ngăn và hàng ghế thoát hiểm trong cabin hạng phổ thông, cũng có tông màu xanh đậm, mặc dù ghế có cùng khoảng cách ghế từ 34-36 inch như Super Seats, vì đây là những hàng ghế có vách ngăn và lối ra riêng biệt và sẽ không có hàng ghế phía trước từ đó có chỗ để chân thoải mái hơn. Ghế S-T-R-E-T-C-H và Super Seats có gối tựa đầu.
Hành khách có thể đặt chỗ Super Seats có tính phí nhưng có thể chọn chỗ ngồi của mình hoàn toàn miễn phí. Hành khách chọn ghế S-T-R-E-T-C-H phải trả phí nhiều hơn so với Super Seats.

### Scoot-In-Silence
Đây là khoang nhỏ nằm phía sau khoang ScootPlus. Đây là khu vực cần sự yên tĩnh và không có trẻ nhỏ. Khoang này chỉ áp dụng cho người từ 12 tuổi trở lên.